# Ray Strachey

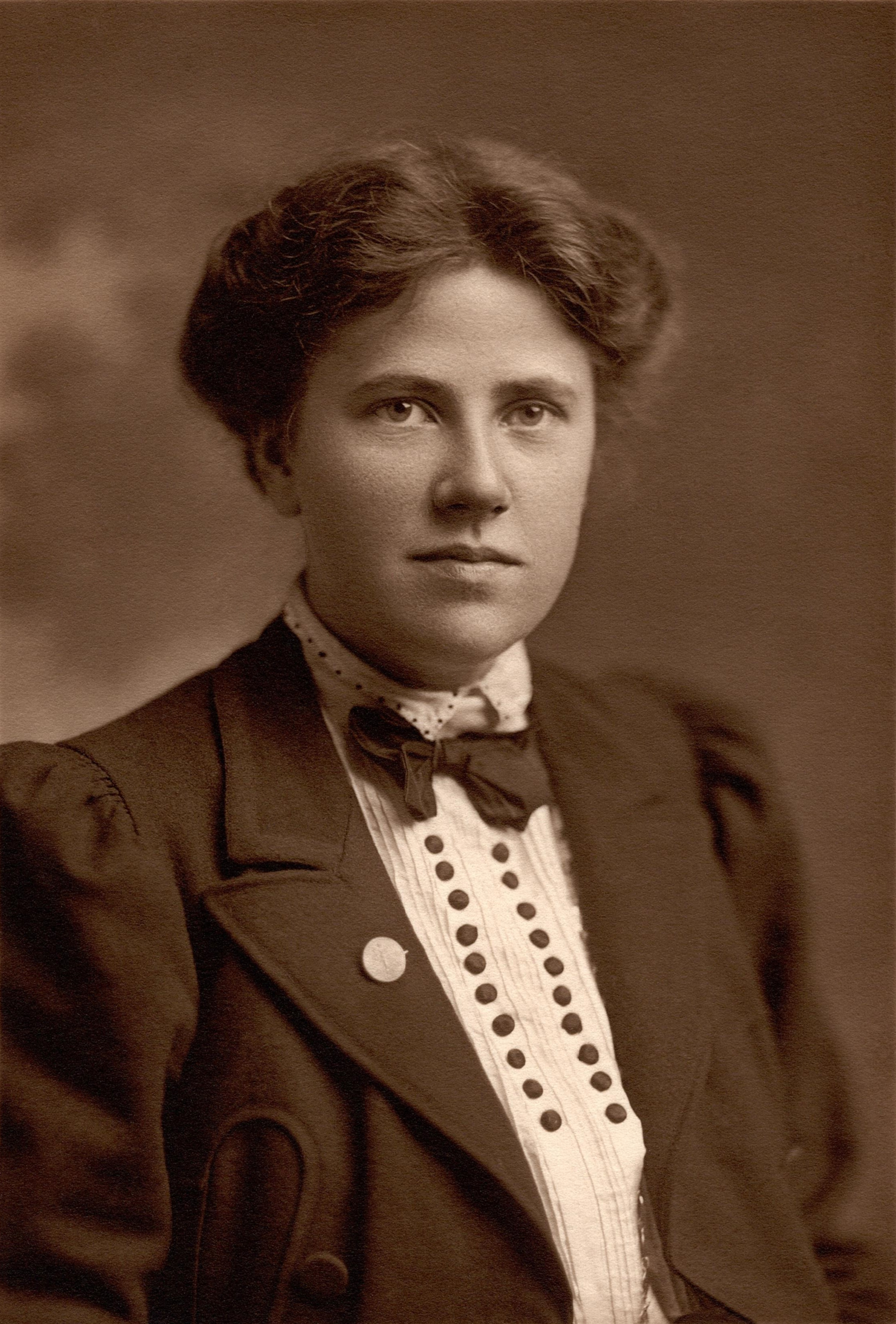
Ray Strachey

Ray Strachey, geborene Rachel Pearsall Conn Costelloe (* 4. Juni 1887 in Westminster; † 16. Juli 1940 in London, England) war eine britische Frauenrechtlerin, Politikerin, Ingenieurin und Schriftstellerin.

## Leben
Strachey's Vater war der irische Anwalt Benjamin "Frank" Conn Costelloe, ihre Mutter die Kunsthistorikerin Mary Berenson. Sie war das ältere der beiden Mädchen ihrer Familie. Ihre jüngere Schwester war Karin Stephen, geborene Costelloe, die 1914 Adrian Stephen, den jüngeren Bruder von Virginia Woolf, heiratete. Ray Strachey wurde an der Kensington High School und am Newnham College in Cambridge ausgebildet.
Wie einige andere weibliche Absolventinnen der Mathematik dieser Zeit entwickelte Strachey ein Interesse an den Ingenieurwissenschaften. Auch wenn ihre Mutter sie nicht in dieser Entscheidung bestärkte, belegte sie 1910 einen Kurs in Elektrotechnik an der Universität in Oxford und plante im Oktober 1910 ein Studium der Elektrotechnik am technischen Kolleg des "City and Guilds of London Institute". Sie schrieb an ihre Tante: "Ich habe beschlossen, im nächsten Winter für meine Ingenieursarbeit nach London zu gehen", und dass sie von Hertha Marks Ayrton ermutigt und unterstützt worden sei. Aufgrund ihrer Heirat gab sie ihren Plan auf, blieb aber weiterhin in der Gesellschaft der Schweißerinnen engagiert, welche sie mit gegründet hatte.

## Schaffen
Die meiste Zeit ihres Lebens arbeitete Strachey für Organisationen, die sich für das Frauenwahlrecht einsetzten, angefangen während ihres Studiums in Cambridge, als sie sich im Februar 1907 dem so genannten "Mud March" anschloss und im Sommer 1907 zu Versammlungen sprach. Im Juli 1908 nahm sie an der Nationalen Union der Gesellschaften für Frauenwahlrecht (NUWSS) teil.
Die meisten von Stracheys Veröffentlichungen sind Sachbücher und befassen sich mit Fragen des Wahlrechts. Am häufigsten ist sie durch ihr Buch The Cause (1928) in Erinnerung. Ihre Schriften werden in der Frauenbibliothek der London School of Economics aufbewahrt.
Strachey arbeitete eng mit Millicent Fawcett zusammen, teilte ihre liberalen feministischen Werte und widersetzte sich jedem Versuch, die Wahlrechtsbewegung in die Labour Party zu integrieren. 1915 wurde sie parlamentarische Sekretärin der NUWSS und arbeitete in dieser Funktion bis 1920.
Strachey zeigte großes Interesse an der Beschäftigung von Frauen in Ingenieurberufen. Im Jahr 1919 wurden Frauen in England von den meisten Arbeitsplätzen in der Maschinenbauindustrie gesetzlich ausgeschlossen. Strachey setzte sich 1920 im Namen des "Vereins der Schweißerinnen" dafür ein, dass die Frauen ihren Beruf weiter ausüben dürfen. Um der Wohnungsnot entgegenzuwirken gründete sie 1922 ein Unternehmen zum Bau kleiner Lehmhäuser die auf einem Prototyp von 1922 basierten, welcher als "Copse Cottage" bekannt war. Für den Bau der Häuser wurden Frauen angestellt, jedoch gab es Probleme bei der Beschaffung des richtigen Lehms, und die Schornsteinbauer weigerten sich zu kooperieren. Die Firma Mavat stellte 1925 auf der Women's Arts & Crafts Exhibition in der Central Hall in London einen Bungalow aus. Strachey wurde besiegt, aber sie fand Arbeit für alle beteiligten Frauen.
In ihrem Buch Women's Suffrage and Women's Service beschrieb sie die Einrichtung einer Schule für Autogenschweißen durch die London Society for Women's Service. Im Jahr 1937 schrieb sie über die Beschäftigung von Frauen in beruflichen und gewerblichen Rollen in Careers and Openings for Women.
Nach dem Ersten Weltkrieg, als Frauen das Wahlrecht und die Erlaubnis erhielten, für das Parlament zu kandidieren, kandidierte Ray Strachey als unabhängige Parlamentskandidatin im Wahlkreis Brentford und Chiswick bei den Parlamentswahlen 1918, 1922 und 1923, jedoch ohne Erfolg. Den Versuch von Eleanor Rathbone, in den 1920er Jahren ein breit angelegtes feministisches Programm zu etablieren, lehnte sie ab. 1931 wurde sie parlamentarische Sekretärin der ersten weiblichen Abgeordneten Großbritanniens, Nancy Astor, und wurde 1935 Leiterin der Women's Employment Federation. Außerdem war sie regelmäßig für die BBC im Radio zu hören.

## Familie
Am 31. Mai 1911 heiratete Strachey in Cambridge den Beamten Oliver Strachey, mit dem sie zwei Kinder hatte, Barbara (1912–1999) und Christopher (1916–1975). Oliver Strachey war der ältere Bruder des Biographen Lytton Strachey aus der Bloomsbury Group. Weitere Geschwister in der Familie Strachey waren der Psychoanalytiker James Strachey, die Schriftstellerin Dorothy Bussy und der Pädagoge Pernel Strachey. Rays Schwiegermutter war Jane Strachey, eine bekannte Autorin und Befürworterin des Frauenwahlrechts, die 1907 in London an der Spitze des "Mud March" stand.

## Veröffentlichungen

### Biographien
- Frances Willard: Her Life and Work (1913)
- A Quaker Grandmother: Hannah Whitall Smith (1914)
- Millicent Garrett Fawcett (1931)